# リトル・アクシデント -闇に埋もれた真実-
『リトル・アクシデント -闇に埋もれた真実-』（原題:Little Accidents）は2014年に公開されたアメリカ合衆国のドラマ映画である。監督はサラ・コランジェロ、主演はエリザベス・バンクスが務めた。本作はコランジェロが2010年に発表した短編映画『Little Accidents』を長編映画化した作品である。
なお、本作は日本国内で劇場公開されなかったが、WOWOWで放映されたことがある。

## 概略
アメリカのとある田舎町。その町は石炭産業で栄えていたが、炭鉱事故で10人の労働者が亡くなるという事件が発生してからというもの、住民の間に亀裂が生じつつあった。炭鉱を運営する企業の責任を問う声がある一方で、事故が原因で炭鉱が閉鎖されるのではないかと懸念する人たちもいた。そんなある日、一人の男の子が失踪するという事件が発生した。当初、炭鉱事故と失踪事件は無関係かと思われたが、実は密接な関係があったのである。
本作はダイアナ（炭鉱を運営する企業の重役の妻）、エイモス（炭鉱事故で唯一生き残った労働者）、オーウェン（町に住む高校生）の3人の視点から、一連の事件の顛末を描き出していく。

## キャスト
- エリザベス・バンクス - ダイアナ・ドイル
- ボイド・ホルブルック - エイモス・ジェンキンス
- クロエ・セヴィニー - ケンドラ・ブリッグス
- ジョシュ・ルーカス - ビル・ドイル
- ジェイコブ・ロフランド - オーウェン・ブリッグス
- トラヴィス・トープ - JT・ドイル

## 製作
2013年6月、エリザベス・バンクスとボイド・ホルブルックの出演が決まった。8月15日、クロエ・セヴィニーがキャスト入りした。本作の主要撮影は同月中にウェスト・バージニア州で始まった。

## 公開・マーケティング
2014年1月22日、本作はサンダンス映画祭でプレミア上映された。5月1日、アンプリファイが本作の全米配給権を獲得したと報じられた。12月5日、本作のオフィシャル・トレイラーが公開された。

## 評価
本作に対する批評家からの評価は平凡なものに留まっている。映画批評集積サイトのRotten Tomatoesには28件のレビューがあり、批評家支持率は53%、平均点は10点満点で6.15点となっている。サイト側による批評家の見解の要約は「『リトル・アクシデント -闇に埋もれた真実-』の狙いは良く、エリザベス・バンクスをはじめとする出演者には才能がある。しかし、同作は陰鬱なメロドラマに堕している。」となっている。また、Metacriticには18件のレビューがあり、加重平均値は56/100となっている。